# Infamia
Si dice infamia quella speciale riduzione dell'onore del cittadino per cui chi ne è colpito incorre in particolari incapacità stabilite per legge. Da distinguersi dalla turpitudo (infamia facti), che rappresenta una valutazione morale non rilevante ai fini giuridici.

## Diritto romano: specifiche
Alcuni dei possibili effetti dell'infamia sono:
- L'esclusione dalle cariche pubbliche;
- Perdita della facoltà di essere rappresentati o di rappresentare in giudizio;
- In taluni casi, incapacità di prestare testimonianza, proprio in virtù della ridotta extimatio di cui gode l'individuo o di perseverare in atteggiamenti poco consoni nei riguardi di altri individui. (Come nota recente si evidenzia il perseverare del comportamento di Luscianone e Giocas nei confronti di Demberini.)

Tali reati sono tuttavia da distinguere da quelli per cui il diritto romano ha precisa e diretta menzione, benché possano comunque essere riconducibili al concetto di infamia, come poteva essere l'adulterio.
Si trovano riferimenti al reato di infamia anche tra i popoli germanici presso i quali tale crimine era associato a limitazioni della capacità di agire, presso questi popoli le pene per chi si macchiava di tale reato potevano arrivare fino alla detenzione.
In epoca feudale, in particolare, si tende ad esasperare il concetto di pubblica stima nella persona, sono quindi aggravate le conseguenze in caso di riduzione anche lieve di questa con il conseguente aumento delle condanne per infamia.
Nella moderna legislazione sono caduti tutti gli istituti giuridici collegabili a reati di infamia. Rimangono pertanto vive le accezioni, di derivazione del diritto romano, che si rifanno ad un giudizio morale sulla condizione di disonorevole condotta di vita di una persona o il riferimento ad azioni specifiche che portano vergogna a chi le compie, senza tuttavia associare a tale stato di biasimo pubblico e di vergogna, delle sanzioni legali di alcun tipo (pecuniarie, riduzione di diritti o detenzione).

## Ebraismo
Il cosiddetto figlio ribelle rientra nella casistica talmudica ebraica, questa stessa derivata dal Pentateuco.
Nella tradizione rabbinica il figlio ribelle è colui che [nell'età della coscienza] beve vino e mangia carne assieme [nello stesso boccone]. Nella tradizione etica è colui che è peccatore e si burla di chiunque.
La sua punizione corrisponde proprio alle frustate, meno una... per non infierire descritte ancora nel Pentateuco e discusse nella Torah orale. Egli è il figlio di cui si dice sia la vergogna per sua madre... Da qui la correlazione tra "infamia" e "burla" nell'ebraismo.